# Imelda Staunton
Imelda Mary Philomena Bernadette Staunton (London, 1956. január 9. –) BAFTA, -és Európai Filmdíjas angol színésznő. 
Leghíresebb alakításai közé tartozik a Vera Drake (2004) című film címszerepe. A 2004-es Velencei Filmfesztiválon a legjobb női szerepnek járó díjjal tüntették ki és egy BAFTA-díjat is megnyert. A Harry Potter-filmekben Dolores Umbridge-t formálta meg.
II. Erzsébet királynőt alakította A Korona című drámasorozat utolsó két évadjában (2022–2023), mellyel legjobb női főszereplő kategóriában BAFTA- és Golden Globe-díjra jelölték.

## Filmográfia

### Film
| Év   | Magyar cím                          | Eredeti cím                                   | Szerep                        | Magyar hang        |
| ---- | ----------------------------------- | --------------------------------------------- | ----------------------------- | ------------------ |
| 1986 |                                     | Comrades                                      | Betsy Loveless                |                    |
| 1992 | Szilveszteri durranások             | Peter's Friends                               | Mary Charleston               | Balázs Ágnes       |
| 1993 | Sok hűhó semmiért                   | Much Ado About Nothing                        | Margaret                      | Kiss Erika         |
| 1994 | Haláli füles                        | Deadly Advice                                 | Beth Greenwood                | Pikali Gerda       |
| 1995 |                                     | The Snow Queen                                | Ivy / Angorra (hangja)        |                    |
| 1995 | Értelem és érzelem                  | Sense and Sensibility                         | Charlotte Palmer              | Zsurzs Kati        |
| 1996 | Vízkereszt                          | Twelfth Night                                 | Maria                         | Zsurzs Kati        |
| 1996 |                                     | The Snow Queen's Revenge                      | Elspeth / Rowena (hangja)     |                    |
| 1997 | Rég nem látott kedves               | Remember Me?                                  | Lorna                         |                    |
| 1997 |                                     | The Ugly Duckling                             | Scruffy (hangja)              |                    |
| 1998 | Szerelmes Shakespeare               | Shakespeare in Love                           | Dada                          | Szabó Éva          |
| 1999 | Babszem Jankó                       | Jack & the Beanstalk                          | Dilly (hangja)                |                    |
| 2000 | Csibefutam                          | Chicken Run                                   | Husi (hangja)                 | Halász Aranka      |
| 2000 | Patkánymese                         | Rat                                           | Conchita Flynn                | Bessenyei Emma     |
| 2001 | Hiú ábrándok                        | Another Life                                  | Ethel Graydon                 |                    |
| 2001 | Bizsergés                           | Crush                                         | Janine                        | Bessenyei Emma     |
| 2002 |                                     | Strange Case of Penny Allison (rövidfilm)     | Penny Allison / Alison Ayling |                    |
| 2003 |                                     | The Virgin of Liverpool                       | Sylvia Conlon                 |                    |
| 2003 | Fiatalság, bolondság                | Bright Young Things                           | Lady Brown                    |                    |
| 2003 | Csak a zene                         | I’ll Be There                                 | Dr. Bridget                   |                    |
| 2003 |                                     | Blackball                                     | Bridget                       |                    |
| 2004 | Vera Drake                          | Vera Drake                                    | Vera Drake                    | Molnár Piroska     |
| 2005 | Nanny McPhee – A varázsdada         | Nanny McPhee                                  | Mrs. Blatherwick              | Szabó Éva          |
| 2006 | Az árnyékember                      | Shadow Man                                    | Cochran nagykövetasszony      | Menszátor Magdolna |
| 2006 | Édes és keserű (Ready-szegmens)     | Guilty Hearts                                 | Naomi                         |                    |
| 2007 | Saját szavak                        | Freedom Writers                               | Margaret Campbell             | Szabó Éva          |
| 2007 | Harry Potter és a Főnix Rendje      | Harry Potter and the Order of the Phoenix     | Dolores Umbridge              | Kiss Erika         |
| 2007 |                                     | How About You                                 | Hazel Nightingale             |                    |
| 2008 |                                     | Three and Out                                 | Rosemary Cassidy              |                    |
| 2008 | Műkedvelő társulat                  | A Bunch of Amateurs                           | Mary                          | Szabó Éva          |
| 2009 | Woodstock a kertemben               | Taking Woodstock                              | Sonia Teichberg               | Szabó Éva          |
| 2010 | Alice Csodaországban                | Alice in Wonderland                           | Magas virágok (hangja)        | Kocsis Mariann     |
| 2010 | Még egy év                          | Another Year                                  | Janet                         |                    |
| 2010 | Harry Potter és a Halál ereklyéi 1. | Harry Potter and the Deathly Hallows – Part 1 | Dolores Umbridge              | Kiss Erika         |
| 2011 | Kísértetek                          | The Awakening                                 | Maud Hill                     | Borbás Gabi        |
| 2011 | Karácsony Artúr                     | Arthur Christmas                              | Télanyó (hangja)              | Kiss Mari          |
| 2012 | Kalózok! – A kétballábas banda      | The Pirates! In an Adventure with Scientists! | Viktória királynő (hangja)    |                    |
| 2014 | Büszkeség és bányászélet            | Pride                                         | Hefina Headon                 | Menszátor Magdolna |
| 2014 | Demóna                              | Maleficent                                    | Tüsténdér                     | Zsurzs Kati        |
| 2014 | Paddington                          | Paddington                                    | Lucy néni (hangja)            | Igó Éva            |
| 2017 |                                     | Little Bird (rövidfilm)                       | Simpkins elsőtiszt            |                    |
| 2017 | Táncterápia                         | Finding Your Feet                             | Sandra Abbott                 | Menszátor Magdolna |
| 2017 | Táncterápia                         | Finding Your Feet                             | Sandra Abbott                 | Kubik Anna         |
| 2017 | Paddington 2.                       | Paddington 2                                  | Lucy néni (hangja)            | Igó Éva            |
| 2019 | Downton Abbey                       | Downton Abbey                                 | Lady Maud Bagshaw             | Kiss Erika         |
| 2019 | Demóna: A sötétség úrnője           | Maleficent: Mistress of Evil                  | Tüsténdér                     | Zsurzs Kati        |
| 2020 |                                     | Amulet                                        | Claire nővér                  |                    |
| 2022 | Downton Abbey: Egy új korszak       | Downton Abbey: A New Era                      | Lady Maud Bagshaw             | Kiss Erika         |
| 2023 |                                     | The Canterville Ghost                         | Mrs. Umney (hangja)           |                    |
| 2023 | Csibefutam: A csirkefalatok hajnala | Chicken Run: Dawn of the Nugget               | Husi (hangja)                 | Halász Aranka      |
| 2024 | Paddington Peruban                  | Paddington in Peru                            | Lucy néni (hangja)            | Igó Éva            |

### Televízió
- 1995 : X polgártárs (Citizen X) – Burakova asszony
- 1995 : Vakond úr kalandjai (The Adventures of Mole) – szinkronhang
- 1999 : Copperfield Dávid (David Copperfield), tévéfilm – Mrs. Micawber
- 1999 : Kisvárosi gyilkosságok (Midsomer Murders), tv-sorozat, II-3. ep. (Egy halottért /Téves áldozat) - Christine Cooper
- 2003 : Angolkák (Little Britain) – Mrs. Mead
- 2003 : Let’s Write a Story – Mrs. Twit
- 2003 : Cambridge kémei (Cambridge Spies) – a királynő
- 2004 : Bright Young Things – Lady Brown
- 2005 : ShakespeaRe-Told, tévésorozat; S01E04 Szentivánéji álom (A Midsummer Night’s Dream) c. epizód – Polly
- 2005 : Fingersmith – Mrs. Sucksby
- 2005 : Családom és egyéb állatfajták (My Family and Other Animals) – anya
- 2007 : Cranford – Miss Pole
- 2008 : Agyag (Clay) – Mary Doonan

## Fontosabb díjak és jelölések
- 2004 : Európai Filmdíj – legjobb színésznő (Vera Drake)
- 2004 : Velencei Filmfesztivál – Legjobb női alakítás (Vera Drake)
- 2005 : Oscar-díj jelölés – legjobb színésznő (Vera Drake)
- 2005 : Golden Globe-díj jelölés – legjobb drámai színésznő (Vera Drake)
- 2005 : BAFTA-díj – Legjobb női alakítás (Vera Drake)